# 木村遼希
木村遼希（1995年2月1日—）是出身於日本茨城縣的童星。屬於AMUSE的一員。屬过於フラッグスビーンズ的一員。血型是AB型。身高159公分（2008年1月時）。弟弟是屬於同一個事務所的木村優斗，兄弟兩人曾經一起在蘇黎世的廣告中演出。另外從兄弟是傑尼斯Jr.的木村浩也。
作為天才兒童MAX的TV戰士一員，由2005年4月開始活躍著。 運動神經出眾，特別擅長足球與長距離賽跑。 另外似乎也擅長冷笑話。節目中雖然沒有提到，不過據天才兒童MAX的個人簡介顯示，他也有擅長彈鋼琴這種藝術的一面。興趣是電視遊樂器。喜歡的食物是漢堡，芒果布丁。討厭吃的食物是奇異果。
在受歡迎的電視節目『天才兒童MAX』中擔任TV戰士，從2005年4月開始演出中。

## 天才兒童MAX
- 節目中常常以模範生的樣子發言，但有時也會表現出孩子般興奮的一面。
- 在節目中活用運動神經與觀眾們進行運動（以足球為主）的比賽。另外也曾與守門狗進行足球PK賽。由當時的樣子可以看出他有不服輸的個性。
- 他在紙飛機達陣賽這個單元中，2005年度屬於蒸氣騎士團・サッソウ隊、2006年度則屬於キタカワチ・イチカバチカ隊、擔任四分衛而活躍。
- 在2005年度天TV連續劇中單獨挑戰演出山中恒原作的連續劇「ぼくがぼくであること」。通常這個單元是由星期一到星期三分成3集播出而完結，但是這部連續劇特別分成了6集，播出2週。
- 在2006年度與藤田Ryan、加藤Gina一起在天TV連續劇「3ニンジャー！」中演出忍者的角色。
- 在每年慣例的新人戰士自我介紹中，提到「擅長說冷笑話」。但實際上展現時，周圍的反應似乎不怎麼熱烈。不過他在ハーフミニッツショー的單元中，發表了句尾一致的高難度（？）冷笑話。
- 在『這裡是「週刊優克迪爾」編輯部』中，製作自創的「ウニもどき（海膽仿製品）」，把日式煎蛋捲加上甜蝦搭配醬油一起食用，模仿成高價的海膽，其味道得到了良好的評價。

## 主要演出作品

### 電視・CM・電影
- 天才兒童MAX（2005年－演出中、NHK教育）
- NTT集團
- サンスター『Doクリア』
- 夏普『ヘルシオ』
- 蘇黎世保險『スーパー自動車保険』 ※與弟弟一起演出
- 電影：東京マリーゴールド（2001年）

## 其他
- 雜誌「Myojo」2005年10月号（集英社）
- 雜誌「少年俳優」（ぴあ出版）
- 2006年 天才兒童MAX月曆

## 外部連結
- アミューズ
- 木村遼希的传略